# ایران در ۲۰۱۷
ایران در ۲۰۱۷ گاه‌شماری از مهم‌ترین رویدادها در سال ۲۰۱۷ در کشور ایران است.

## رویدادها

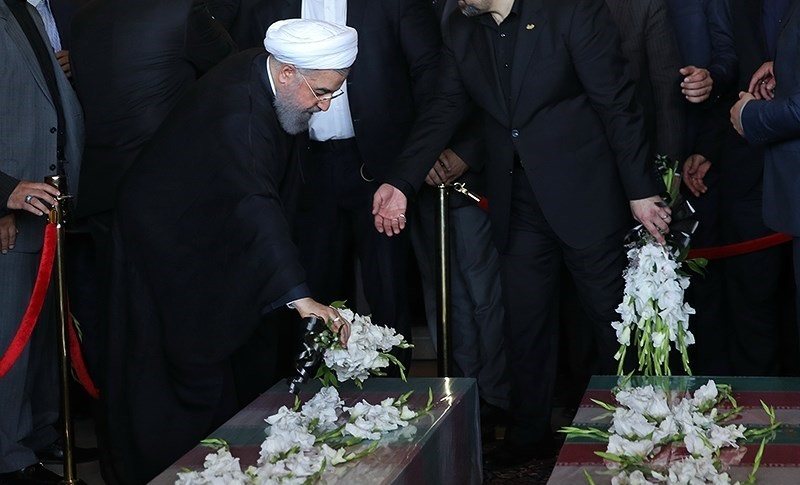
حسن روحانی رئیس‌جمهور ایران، در مراسم تشییع جنازه قربانیان حمله تروریستی تهران ادای احترام می‌کند.

### ژانویه
۸ ژانویه
- اکبر هاشمی رفسنجانی، یکی از بنیانگذاران جمهوری اسلامی که چهارمین رئیس‌جمهور ایران بود درگذشت.

۱۰ ژانویه
- میلیون‌ها نفر در مراسم تشییع جنازه اکبر هاشمی رفسنجانی در تهران شرکت کردند.

۱۹ ژانویه
- ساختمان پلاسکو در تهران که زمانی بلندترین ساختمان ایران بود، در آتش‌سوزی فرو ریخت.

### مه
۳ مه
- فاجعه معدن زغال سنگ زمستان-یورت در استان گلستان رخ داد و چهل و دو نفر درگذشتند.

مه ۱۹
- رئیس‌جمهور حسن روحانی برنده انتخاب مجدد در مقابل رقیبش ابراهیم رئیسی در انتخابات ریاست‌جمهوری ایران (۱۳۹۶)، با کسب ۵۷٫۱۴ درصد آرا شد.

### ژوئن
هفتم ژوئن
- حملات تروریستی در تهران باعث کشته شدن هجده غیرنظامی و زخمی شدن پنجاه و دو نفر دیگر شد که گروه تروریستی دولت اسلامی عراق و شام مسئولیت آن را به عهده گرفت.

۹ ژوئن
- مراسم خاکسپاری رسمی قربانیان حملات تهران با حضور مقامات متعدد ایرانی برگزار شد.

۱۰ ژوئن
- فرمانده عملیاتی داعش و طراح اصلی حوادث تروریستی به دست نیروهای امنیتی کشته شد.

### ژوئیه
۱۵ ژوئیه
- مریم میرزاخانی، ریاضیدان ایرانی و استاد ریاضیات در دانشگاه استنفورد درگذشت.

۲۸ ژوئیه
- پرتاب موفقیت‌آمیز ماهواره‌بر سیمرغ و افتتاح پایانه فضایی امام خمینی

### اکتبر
۲ اکتبر
- سفیر آمریکا در سازمان ملل هشدار داد توافق هسته ای ایران توسط روسیه پوشش داده می‌شود، روسیه از سپر پشتیبان جلوگیری از توافق حمایت کرد.

### دسامبر
۲۸ دسامبر
- اعتراضات ۲۰۱۷ ایران آغاز شد.

۲۹ دسامبر
- معترضان برای چندمین روز علیه حکومت در چندین شهر به خیابان‌ها آمدند.

۳۰ دسامبر
- در حالی که اعتراضات بیشتر گسترش می‌یابد، دو معترض توسط پلیس ضد شورش در دورود، استان لرستان مورد اصابت گلوله قرار می‌گیرند.

۳۱ دسامبر
- به دنبال افزایش اعتراضات، دسترسی به تلگرام و اینستاگرام ممنوع شد. با این حال رئیس‌جمهور ایران نارضایتی ایرانیان را تأیید می‌کند.

## ورزش

### فوتبال
لیگ برتر
آسیا

## درگذشتگان

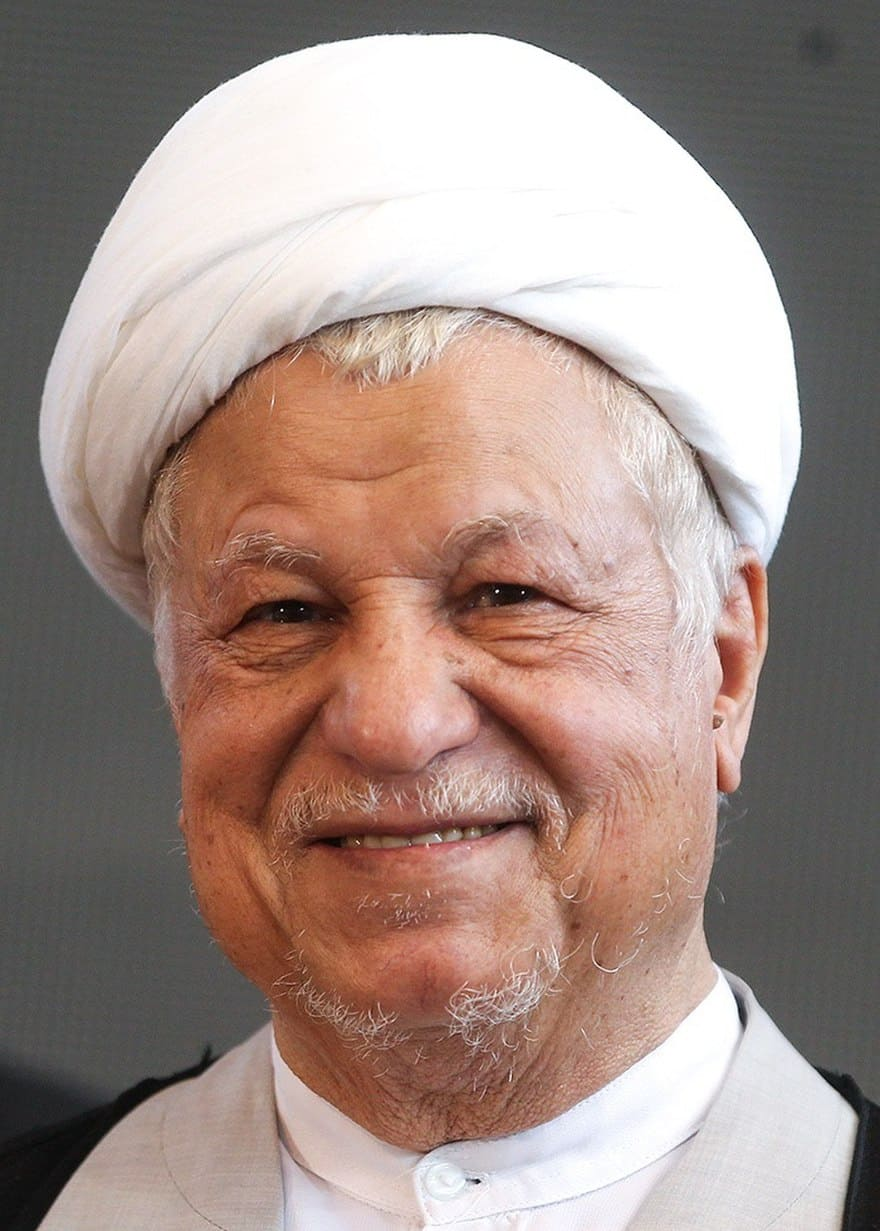
اکبر هاشمی رفسنجانی ۱۹ دی ۱۳۹۵
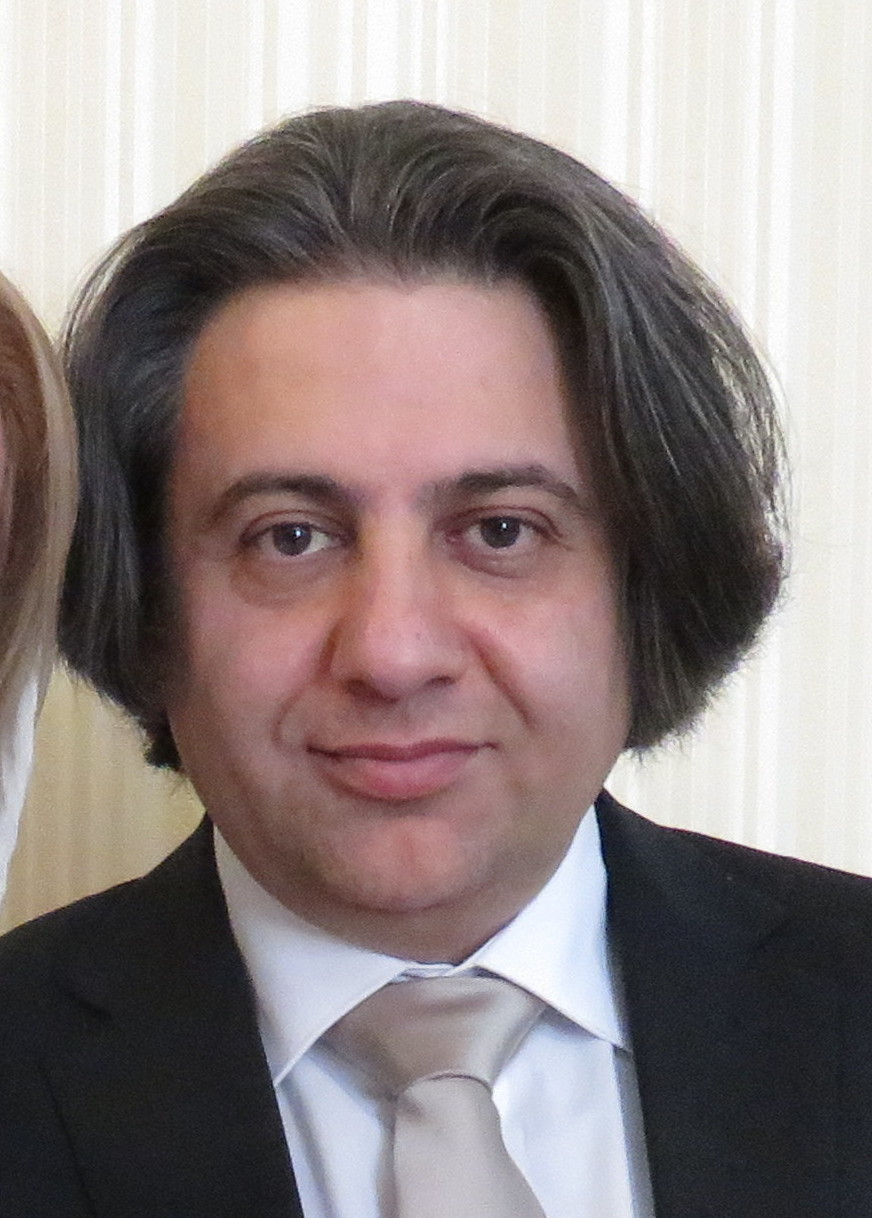
افشین یداللهی ۲۵ اسفند ۱۳۹۵
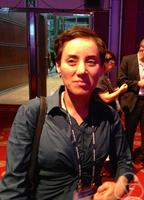
مریم میرزاخانی ۲۳ تیر ۱۳۹۶
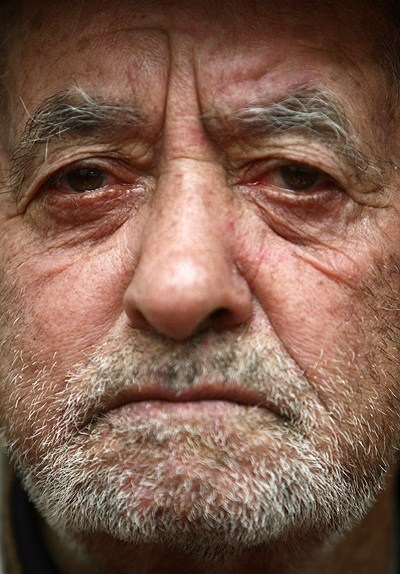
ریزعلی خواجوی
۱۱ آذر ۱۳۹۶

## حاکمان
- رهبر جمهوری اسلامی ایران: سید علی خامنه‌ای
- رئیس‌جمهور ایران: حسن روحانی
- مجلس شورای اسلامی: علی لاریجانی (تا ۲۸ مه), محمدباقر قالیباف (از ۲۸ مه)
- قوه قضائیه جمهوری اسلامی ایران: صادق لاریجانی